# Twang (Trance Dance)
Twang är Trance Dances tredje och sista studioalbum, utgivet 1990. Fyra singlar släpptes från albumet.
Bandet var nu en trio med sångaren och låtskrivaren Ben Marlene och tvillingarna Yvonne och Susanne Holmström. "A Glass Of Champagne" var en cover version av en låt inspelad 1975 av det brittiska bandet Sailor, skriven av Georg Kajanus.

## Låtlista

### Sida A
1. Money Can't Buy
2. Another Perfect Day
3. Do You Close Your Eyes (When You're Makin' Love)
4. Lovestruck
5. Walking On Thin Ice

### Sida B
1. Heaven In Your Eyes
2. Is It Love
3. Bang Bang
4. A Glass of Champagne
5. Finger On the Trigger

## Medverkande
- Ben Marlene – Sång, Gitarr
- Susanne Holmström - Sång
- Yvonne Holmström - Sång
- Mark Smith - Bas, Keyboards, Programmering
- Nicko Ramsden - Gitarr
- Nick Tesco - Kör
- Per Grebacken - Saxofon